# Heinrich Wenker

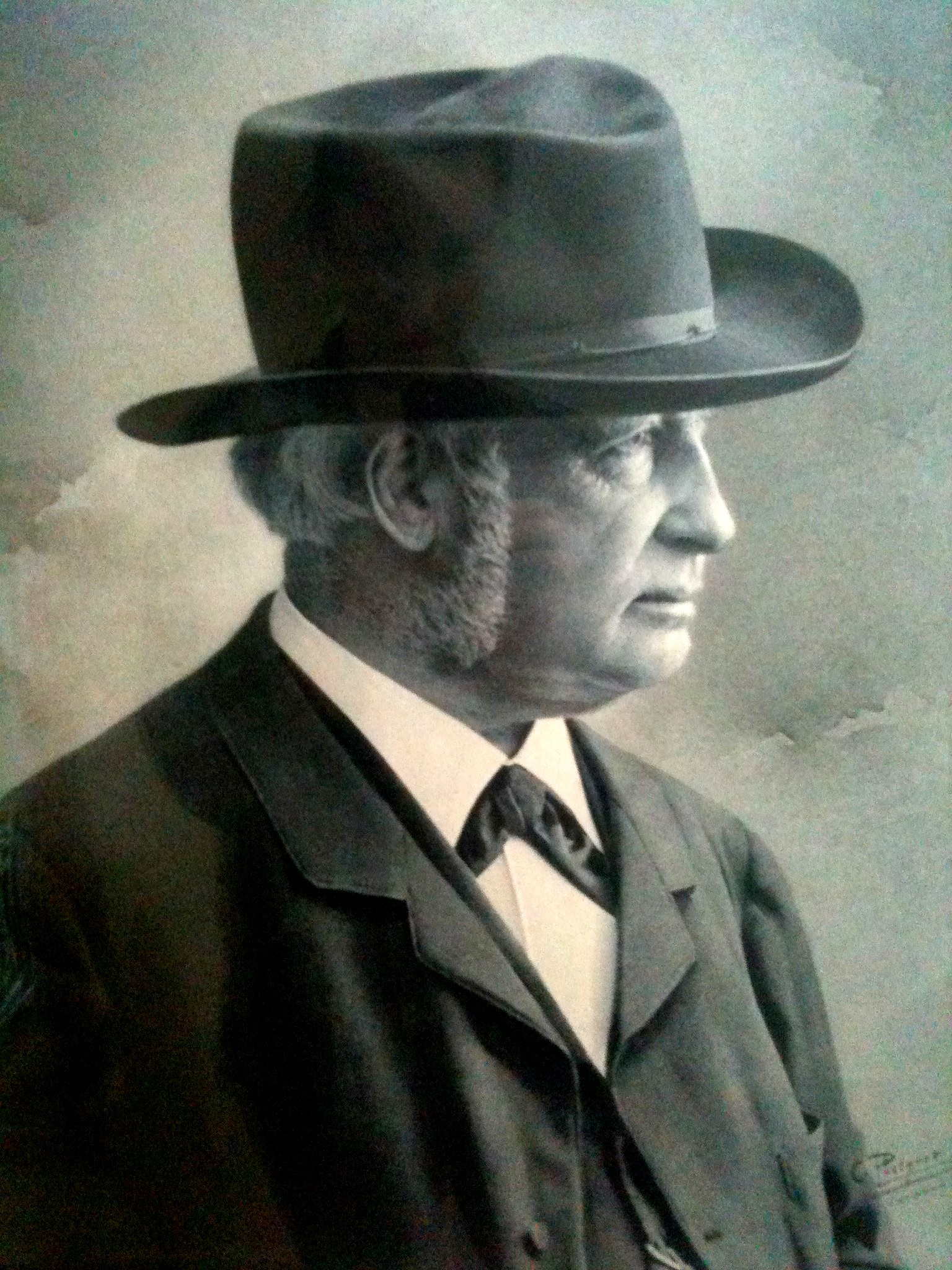
Heinrich Wenker (undatiertes Porträt, mutmaßlich in Karlsbad entstanden)

Franz Heinrich Wenker (* 23. Februar 1825 in Dortmund; † 3. Januar 1905 ebenda) war ein deutscher Brauer und Unternehmer. Er wandelte die historische Krone am Markt von einer handwerklichen Hausbrauerei in eine der größten industriellen Braustätten Westfalens um und legte damit den Grundstein für die Dortmunder Kronen-Brauerei, deren Name bis heute fortbesteht.

## Leben
Heinrich Wenker wurde als achtes von neun Kindern in eine seit 1729 in Dortmund ansässige Familie von Bierbrauern und Gastwirten geboren, die die traditionsreiche Krone am Markt betrieben. Sein Großvater Gottfried Wenker war Gastwirt, Bäcker, Diakon an der evangelischen St.-Marien-Kirche und als Vertreter der Bäckergilde Mitglied des Dortmunder Stadtrats. Sein Vater Peter Zacharias Gottfried Wenker (* 1781; † 1859) führte die Brauerei, seine Mutter Maria Sophia Henriette Lugh (* 1785; † 1861) zog die neun Kinder groß.
Nach dem Besuch des Gymnasiums in Dortmund entschied sich Wenker zunächst – wie ein Onkel in Amsterdam und ein Bruder in Düsseldorf – für eine Ausbildung im Buchbinderhandwerk. Der frühe Tod seines Bruders im Jahr 1839, der für die Nachfolge vorgesehen war, führte jedoch dazu, dass Wenker Anfang der 1840er Jahre in den elterlichen Betrieb einstieg.
Zur Weiterbildung begab er sich nach München, wo er in der Franziskaner-Brauerei die untergärige bayerische Brauweise erlernte. Auch die berühmte Brauerei Schwechat bei Wien besuchte er. Nach seiner Rückkehr brachte er das neuartige Verfahren in den Familienbetrieb ein.
Wenker war dreimal verheiratet:  
- Seine erste Ehe schloss er mit Pauline Wilhelmine Elisabeth Schaeffer (* 1832; † 1857), mit der er drei Kinder hatte – zwei starben früh, eine Tochter heiratete später und lebte in Hamburg[1].
- Seine zweite Ehe mit Caroline Elise Theodore Siegenboge († 1860) blieb kinderlos[1].
- 1861 heiratete er Caroline Theodore Luise Kopfermann, Tochter des Dortmunder Gastwirts Carl Kopfermann[1]. Mit ihr hatte er:
  - zwei früh verstorbene Kinder[1]
  - den Sohn Karl Heinrich Wenker (* 1862; † 1883), der an Schwindsucht starb[1]
  - die Tochter Marie Wenker (* 1871; † 1955), die Oskar Brand heiratete und mit ihm die Brauerei fortführte[1].

Nach dem Tod seines Sohnes Karl Heinrich 1883 zog sich Heinrich Wenker aus dem aktiven Geschäft zurück. Die Leitung der Brauerei übernahmen seine Tochter Marie Wenker und ihr Ehemann Oskar Brand, wodurch die Firma in Familienhand blieb. Heinrich Wenker lebte bis zu seinem Tod im Jahr 1905 in seinem Wohnhaus an der Märkischen Straße in Dortmund.

## Wirken
Im Jahr 1843 begannen Heinrich Wenker und Wilhelm Overbeck mit dem Bau von Braulokalen nach bayerischem Vorbild, die 1845 in Betrieb gingen. Obwohl umstritten blieb, wer die Technik zuerst einführte, wird Wenker die Initiative innerhalb seines Familienbetriebs zugeschrieben. Damit legte er – etwa gleichzeitig mit Overbeck – den Grundstein für die Entwicklung Dortmunds zur Bierstadt.
Da es in der Innenstadt keine geeigneten Kühlkeller gab, nutzte Wenker ab 1845 die Lagerkeller seines Bruders Friedrich Wilhelm, der das Hotel Zum Römischen Kaiser betrieb und Grundstücke an der Dortmunder Kronenburg besaß.
Anfang der 1850er Jahre gehörte Wenkers Betrieb zu den modernsten Braustätten der Stadt. 1859 lag sein Brausteuerfixum bei über 1.000 Talern (ca. 49.300 Euro, 2024). 1867 betrug der Bierausstoß ca. 10.000 Hektoliter. 1868 wurde das Kronenbier bei einer Probe des Zollparlaments in Berlin besser bewertet als das Schwechater Bier.
Da die Innenstadtgrenzen eine Expansion verhinderten, baute Wenker ab 1871 eine neue, moderne Brauerei an der Kronenburg, mit Sudhaus, Lagerkellern, Dampfmaschinen und später einer Eismaschine. 1874 erreichte er dort einen Ausstoß von 41.000 hl, was etwa einem Fünftel der Dortmunder Bierproduktion entsprach. Die Biere wurden werbewirksam per Ochsengespann zum Markt transportiert.  
Ab den 1870er Jahren setzte sich die Bezeichnung Dortmunder Bier durch. 1879/80 begann Wenker mit dem Export seines Kronenbiers. 1878/79 gehörte er zur Steuerklasse A I und war einer der höchstbesteuerten Unternehmer Dortmunds. Er rangierte in dieser Klasse neben Industriebetrieben wie der Harpener Bergbau AG, der Dortmunder Union-Brauerei und der Dortmunder Löwenbrauerei.
Heinrich Wenker war ein betont patriarchalischer Arbeitgeber, stellte hohe Anforderungen an seine Mitarbeiter, wurde aber auch für westfälischen Humor und Gerechtigkeit geschätzt. Einen Großbrand der Mälzerei im Jahr 1880 konnte er ohne größere Produktionsausfälle überwinden. In den 1890er Jahren ließ Wenker neue Gesellschaftsräume, einen Konzertsaal, Tennis- und Spielplätze sowie ein repräsentatives Wohnhaus gegenüber der Brauerei errichten.  
Im Jahr 1898 wurde ihm der Titel eines Kommerzienrats verliehen – als drittem Dortmunder Brauindustriellen.  
In der Befürwortung hieß es, er habe den Betrieb „aus kleinen Anfängen [...] zu einer gewerblichen Anstalt ersten Ranges herausgearbeitet“.
Die Brauerei blieb auch nach seinem Tod in Familienbesitz und wurde von Enkeln und Urenkeln weitergeführt. 1996 fusionierte sie mit der Dortmunder Actien-Brauerei und gehört heute zur Radeberger Gruppe, einem Teilkonzern der Dr. August Oetker KG. Die Marke Dortmunder Kronen und die traditionsreiche Gaststätte Krone am Markt bestehen bis heute.

## Soziales und kulturelles Engagement
Wenker war ein bedeutender Förderer öffentlicher Anliegen in Dortmund. 1890 stiftete er Grundstücke zur Anlage des Kaiser-Wilhelm-Haines, der sich über die Jahrzehnte hinweg zum heutigen Westfalenpark entwickelte. Als Liebhaber klassischer Musik unterstützte Wenker entscheidend die Gründung des späteren städtischen Orchesters: Er stellte den ursprünglich als Bierpalast konzipierten Konzertsaal an der Kronenburg dem Orchesterverein zur Verfügung, der 1887 gegründet wurde. Diese Starthilfe ermöglichte die Einführung regelmäßiger Sinfoniekonzerte. Das Ensemble entwickelte sich über mehrere Umbenennungen hinweg zum Philharmonischen Orchester der Stadt Dortmund und trägt heute den Namen Dortmunder Philharmoniker. Anlässlich des Besuchs von Kaiser Wilhelm II. zur Eröffnung des Dortmunder Hafens im August 1899 stiftete Wenker ein kunstvoll ausgeführtes Gästebuch, dessen Wert über 5.000 Mark (ca. 44.000 Euro, 2024) betrug.

## Auszeichnungen und Ehrungen
- 1898: Verleihung des Titels Kommerzienrat[1].